# The Doomsday Machine
"The Doomsday Machine" é o sexto episódio da segunda temporada da série de ficção científica Star Trek, que foi ao ar em 20 de outubro de 1967 pela NBC. Foi escrito por Norman Spinrad e dirigido por Marc Daniels.
Sinopse: A Enterprise joga um mortal jogo de gato e rato com uma máquina alienígena destruidora de planetas.

## Enredo
Na data estelar 4202.9, a USS Enterprise responde a um pedido de socorro e descobre que vários planetas de um sistema estelar foram destruídos. Logo eles encontram uma nave irmã, a USS Constellation, à deriva e muito danificada. O Capitão Kirk e um time de reparos se transportam para investigar, encontrando o oficial comandante da nave, o Comodoro Matt Decker, semi-consciente na sala de controle auxiliar—aparentemente o único sobrevivente. Scotty reporta que os motores de dobra da nave foram danificados além de qualquer possibilidade de reparo e que as armas estão completamente descarregadas. Enquanto isso, um incoerente Decker pode apenas balbuciar sobre algo atacando a Constellation.
Os diários revelam que a Constellation estava investigando a ruptura de um planeta e logo foi atacada por uma máquina enorme possuindo uma casca cônica com quilômetros de extensão e com uma grande abertura de um dos lados cheia de energia. Depois do ataque, Decker ordenou que os sobreviventes fossem para a surperfície de um planeta adjacente, porém para seu horror, a máquina destruíu aquele planeta também. Spock teoriza que a máquina destrói planetas aos pedaços e então os consome para combustível. Baseado em sua trajetória, Spock também teoriza que a máquina vem de fora da galáxia e, se continuar no curso, vai em direção da "região mais densamente povoada da galáxia".
Kirk acredita que eles encontraram uma máquina apocalíptica, um dispositivo construído para destruir ambos os lados da guerra. Foi concebida como um blefe ou dissuasão, não para ser realmente usada, porém foi ativada mesmo assim. Aniquilou seus construtores há muito tempo porém vive indefinidamente, abastecida pelos planetas que destrói.
Kirk faz Decker ser transportado para a Enterprise enquanto ele e Scott permanecem na Constellation. Na ponte da Enterprise, Spock é alertado sobre a aproximação da máquina destruidora, que gera interferência nos comunicadores impossibilitando qualquer contato com a Frota Estelar. Enquanto a máquina ataca, Decker vai a ponte, e citando regulações da Frota Estelar sobre patentes ele assume o comando no lugar de Spock. Ele então ordena um ataque total contra a máquina, ignorando os avisos de Spock de que as armas da Enterprise são ineficazes contra o casco neutrônio da máquina. Como resultado, os motores de dobra da nave são desabilitados e a Enterprise é puxada para a abertura da máquina por um raio trator.
A bordo da Constellation, Scott conseguiu parcialmente restaurar os fasers e o motor de impulso, e Kirk cria uma distração para fazer o destruidor de planetas largar a Enterprise. Enquanto a máquina vira, Kirk pessoalmente manda Spock tirar o comando de Decker, já que ele claramente não tem condições de comandar. Eventualmente, Decker, percebendo que a tripulação da Enterprise iria apoiar Spock, abdica do comando e é escoltado para fora da ponte por seguranças. Entretanto, ele bate nos guardas e corre para o hangar para roubar uma nave auxiliar. Ele então pilota a nave em um curso kamikaze contra a máquina destruidora apesar dos pedidos de Kirk e Spock para ele parar.
Kirk descobre que a subsequente explosão da nave auxiliar diminuiu um pouco a energia do destruidor de planetas. Ele percebe que Decker pode ter tido a ideia certa mas não a energia necessária para ser bem sucedido. Kirk faz Spock determinar se a detonação termonuclear dos motores de impulso da Constellation dentro do destruidor será suficiente para destruí-lo. Spock fica incerto, e ele e Scotty fazem objeções a permanência de Kirk na Constellation. Kirk faz Scott aprontar um detonador de 30 segundos, planejando iniciá-lo e se transportar para a Enterprise. Uma vez acionado, o detonador não pode ser parado.
Com tudo preparado, Kirk ordena que todos voltem para a Enterprise e vira a Constellation em direção a máquina. No momento certo, ele aciona o detonador e pede para ser transportado. No último momento, ele é transportado. A Constellation entre na abertura e explode, destruindo os mecanismos do destruidor de planetas, deixando seu casco indestrutível à deriva no espaço.

## Música
Este é um dos poucos episódios de Star Trek que uma música original foi escrita; neste caso uma trilha completa, por Sol Kaplan. O escritor James Lileks nota que as músicas para este episódio são "destinadas a estarem juntas, e essa é uma das razões do episódio funcionar como poucos: tem uma trilha sonora sinfônica única. Tocada do início ao fim, ela mantém tudo junto". Jeff Bond escreve, "Apesar de ter escrito apenas duas trilhas para a série, a música do compositor novaiorquino Sol Kaplan foi reusada sem fim por toda as duas primeiras temporadas do programa". Tanto Lileks como Bond apontam as similaridades entre a trilha vencedora do Oscar de John Williams para o filme Jaws e a música de Sol Kaplan para "The Doomsday Machine". A música deste episódio foi coletada, junto com a trilha para "Amok Time", no segundo lançamento da Crescendo Records das trilhas sonoras da série: o primeiro lançamento com outras músicas além daquelas para os pilotos.

## Remasterização
"The Doomsday Machine" foi remasterizado em 2006 e foi ao ar pela primeira vez em 10 de fevereiro de 2007, como parte da remasterização da série original. Foi precedido na semana anterior por "Journey to Babel" e sucedido por "Amok Time" na semana seguinte. Além da remasterização de áudio e vídeo, e das novas animações computadorizadas da Enterprise que são padrões entre as revisões, mudanças específicas incluem:
- O destruidor de planetas e os destroços da Constellation foram renderizados em computação gráfica. Isso incluiu dar ao destruidor de planetas uma aparência mais agressiva e metalizada.
- A Enterprise e a Constellation são renderizadas de forma que elas são diminuídas pelo destruidor de planetas, transmitindo melhor suas dimensões gigantescas.
- Igual aos outros episódios da série, "The Doomsday Machine" teve várias cenas cortadas para reduzir a duração do episódio para a sindicação. Elas incluem a reação de Kirk para a cena "Vulcanos nunca blefam", muito da luta do Comodoro Decker com os seguranças no corredor, como também a redução da cena onde a Constellation é sacrificada. Os lançamentos de DVD e Blu-ray incluem o episódio completo.

## Recepção
Zack Handlen da The A.V. Club deu a "The Doomsday Machine" uma nota "A", e descreveu o episódio como "material muito forte", notando a construção efetiva da tensão e o desenvolvimento do personagem de Decker. Handlen também notou que a trilha sonora de Sol Kaplan "se iguala a intensidade dos atores". Em 1995, a Entertainment Weekly elegeu "The Doomsday Machine" como o quarto melhor episódio da série.